# 郑龙
郑龙（1988年4月15日—），中国足球运动员，现效力于青岛海牛，司职中场。他也是第一位在世俱杯比赛当中取得进球的中国内地球员。

## 职业生涯

### 青年队
- 早年进入青岛中能青年队。

### 俱乐部
- 2006年进入青岛中能一队。
- 2007年4月2日在主场对阵长春亚泰的比赛中直接任意球破门，打进个人首个联赛入球。
- 2008年以来逐渐成为球队主力队员。
- 2013年7月19日，郑龙以租借的方式加盟广州恒大，租借期到2013赛季结束[1][2]。2013年9月28日，在广州恒大主场对阵杭州绿城的中超比赛上，郑龙梅开二度帮助球队取胜，但在比赛最后时刻，郑龙跳起射门时右脚抽筋，由于支撑脚没有立稳，在落地之时导致趾骨骨折，因此提前告别2013赛季。[3]
- 2014年，郑龙以自由身身份加盟广州恒大。惟上赛季受伤后恢复情况不甚理想，再远赴意大利进行手术。[4]由于再次手术需要一段比较长的时间恢复，故郑龙无法披挂上阵，缺席2014年广州恒大全赛季的比赛。[5]
- 2015年參加世俱杯的比赛当中，由于他在对阵墨西哥美洲的比赛中取得进球，成为中国内地第一位在世俱杯取得进球的足球员[6][7]。

### 国家队
- 2009年中期进入高洪波任主教练的中国国家队，并在2009年7月18日于巴勒斯坦队的比赛中首度登场，两次助攻帮助国家队3-1获胜。[8]
- 2009年11月8日，他在中国客场2比2战平科威特的友谊赛中射进在国家队的首个进球。[9]
- 2013年8月底，郑龙时隔4年后再次入选国家队。9月6日，他在和新加坡的比赛中梅开二度，帮助中国6比1击败对手。[10]

## 国家队进球
- 仅列出国际A级比赛进球

| 时间          | 地点     | 对手   | 比分 | 赛事   | 进球(累计) |
| ------------- | -------- | ------ | ---- | ------ | ---------- |
| 2009年11月8日 | 科威特城 | 科威特 | 2-2  | 友谊赛 | 1(1)       |
| 2013年9月6日  | 天津市   | 新加坡 | 6-1  | 友谊赛 | 2(3)       |